# Perithous
Genre
Perithous est un genre d'insectes hyménoptères de la famille des Ichneumonidae, de la tribu des Delomeristini.

## Classification
Le genre Perithous est décrit par August Emil Holmgren en 1859

## Liste d'espèces
Selon Catalogue of Life (24 décembre 2019) :
- Perithous albicinctus (Gravenhorst, 1829)
- Perithous changbaishanus (He, 1996)
- Perithous digitalis Gupta, 1982
- Perithous divinator (Rossi, 1790)
- Perithous galbus Baltazar, 1961
- Perithous guizhouensis He, 1996
- Perithous kamathi Gupta, 1982
- Perithous nigrigaster Constantineanu & Constantineanu, 1968
- Perithous romanicus Constantineanu & Constantineanu, 1968
- Perithous rufimesothorax (He, 1996)
- Perithous scurra (Panzer, 1804)
- Perithous septemcinctorius (Thunberg, 1822)
- Perithous speculator Haupt, 1954
- Perithous sundaicus Gupta, 1982
- Perithous townesorum (Gupta, 1982)
- Perithous transversus Constantineanu & Constantineanu, 1968
- Perithous virgulatus Baltazar, 1961